# Ainslie Sauvao
Pas d'image ? Cliquez ici

b Matchs officiels uniquement.
Ainslie Sauvao, née le 5 novembre 1970, est une joueuse internationale samoane de rugby à XV, de 1,76 m pour 73 kg, occupant le poste de deuxième ligne.

## Biographie
Ainslie Sauvao est internationale et évolue avec l'équipe des Samoa au plus haut niveau. Elle participe à la Coupe du monde 2006, elle est la capitaine des Samoa.